# Sigillum Dei

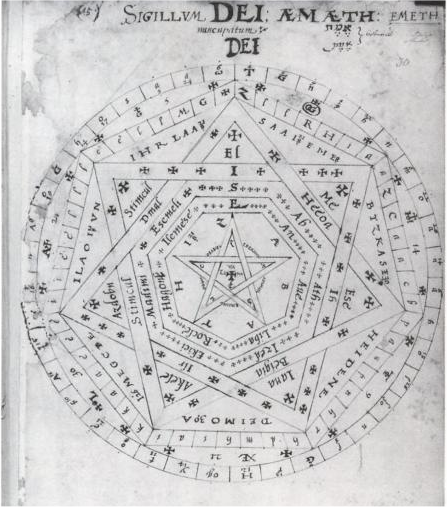
Sloane MS 3188, (1582)

El Sigillum Dei (segell de Déu, "Segell de la Veritat" o signum dei vivi, símbol del Déu Vivent, anomenat per John Dee el Sigillum Dei Aemeth) és un diagrama màgic, compost per dos cercles, un pentagrama, dos heptàgons i un heptagrama, i està etiquetat amb els noms de Déu i els seus àngels. Es tracta d'un segell màgic angelical amb la funció màgica que, segons una de les fonts més antigues (Liber Juratus), permetria a un mag destinat a tenir el poder de posseir l'Esperit de Déu i quan s'activa es pot convertir en el Déu 'Viu'; o el mateix Senyor Déu; entre la humanitat i tota la creació mateixa, permetria comunicar-se amb esperits, així com amb àngels i arcàngels, controlant tots els elements, i també l'esperit sant de cada criatura del planeta, inclòs el mateix Esperit de Déu; tots excepte els arcàngels, i fins i tot, controlar la llum mateixa. L'usuari acaba tenint una autèntica percepció benevolent de Déu.

## Edat mitjana

### Liber Juratus
Probablement, la descripció i imatge més antiga coneguda del Sigillum Dei és el Liber Juratus del segle XIV (també Liber Sacratus, Liber sacer sive Juratus, o Booke jurat), atribuït a Honori, fill d'⁣Euclides. Pot ser que es produís a finals del segle XIII, però probablement no abans de l'època del papa Joan XXII (1316–1334).
La descripció del segell al Liber Juratus comença amb les dimensions del cercle que envolta l'exterior en relació amb figures símbols comunes de la tradició cristiana.
| «                                            | (llatí) Primo fac unum circulum, cujus diameter sit trium digitorum propter tres clavos Domini, vel 5 propter quinque plagas, vel 7 propter 7 sacramenta, vel 9 propter 9 ordines angelorum, sed communiter 5 digitorum fieri solet. Deinde infra illum circulum, fac alium circulum a primo distantem duobus granis ordei propter duas tabulas Moysi vel distantem a primo tribus granis propter Trinitatem personarum. | (català) Feu primer un cercle el diàmetre del qual sigui de tres dits, a causa de les tres ungles creuades del Senyor, o cinc dits a causa de les cinc ferides de Crist, o set per als set sagraments, o nou per als nou ordres dels àngels, però normalment amb cinc dits n'hi haurà prou. Aleshores, feu un segon dins d'aquest cercle, que estigui a una distància dels dos primers grans a causa de les dues Taules de la Llei de Moisès, o tres grans a causa de les persones de la Trinitat. | » |
| — Boudet, Magie théurgique... (2002), S. 876 | | |   |

La franja circular així creada estarà en el vèrtex d'una petita creu i des d'aquest punt de partida procedeixen d'esquerra a dreta 72 lletres llatines, que varien en tradició (MS Sloane 3853: h, t, o, e, x, o, r)., a, b, a, s, l, a, y, q, c, i, y, s, t, a, l, g, a, a, o, n, o, s, v, l, a, r, y, c, e, k, s, p, f, y, o, m, e, n, e, a, u, a, r, e, l, a, t, e, d, a, t, o, n, o, n, a, o, y, l, e, p, o, t, m, a), la suma que forma el Shemhamphorasch, en la tradició jueva el nom inefable de Déu ("magnum nomen Domini Semenphoras licterarum 72"), connectat amb els 36 decans de l'astrologia.
Al costat de la banda circular hi ha un pentagrama, que se centra en un Tau grec, aquest està envoltat per les cinc lletres del nom de Déu "El" i "Ely", i cinc parells de lletres més (lx, al, a, c).
A l'interior del pentàgon, al seu torn, hi ha un heptàgon dibuixat de tal manera que la seva part superior toca la punta central del pentagrama, i les pàgines d'aquest heptàgon s'han d'etiquetar amb els noms de set àngels i arcàngels Zadkiel, Samael, Zfadkiel, Rafael, Anael, Michael, Gabriel.
D'aquest primer heptàgon n'hi ha un segon i un tercer dibuix, la descripció dels quals és difícil d'entendre i s'ha interpretat de manera diferent en les il·lustracions del manuscrit, però normalment té set punts clau amb creus i etiquetats amb dues fileres de déus: una primera sèrie de set noms de Déu, cadascun en tres síl·labes o components desmuntats i relacionats espacialment amb els de les síl·labes inicial i final dels cognoms dels àngels i vèrtexs de la figura, és a dir, la-ya-ly (a Zfadkiel), na-ra-th (a Zadkiel), ly-bar-re (a Rafael), ly-ba-res (a Michael), (e) t-ly-alg (a Samael), ve -h-am (a Anael) i y- al-gal (a Gabriel); també en subsegments set més: Vos, Duynas, Gyram, Gram, Aysaram, Alpha i Omega, una tercera sèrie El, On, El, On, El, On, Omega; com a addicions a les creus registrades les quatre lletres a, g, a, l; i finalment un altre grup de cinc noms de Déu Ely, Eloy, Christ i Sother Adonay.
El color del segell del Liber Juratus indica que el pentagrama sol ser vermell, morat amb cares grogues, el primer heptàgon blau, el segon groc, el tercer groc i els cercles negres, i també l'àrea entre els cercles i totes les altres superfícies es representen en verd. En les operacions màgiques, això es tractaria d'una manera diferent, en lloc de ser dibuixat en pergamí verge amb la sang del talp, colom, pubilla, ratpenat o altres animals, com ara bestiar, cavalls o cérvols.

### Clavicula Salomonis
Es coneixen diferents versions del Sigillum Dei a partir de la tradició de la Clavicula Salomonis, concretament a partir d'un manuscrit italià de la col·lecció de Heimann Joseph Michael a la Bodleian Library (MS Michael 276); i John Aubrey el 1674 en va fer una còpia, també a la Bodleian Library (MS. Aubrey 24).

## En la modernitat

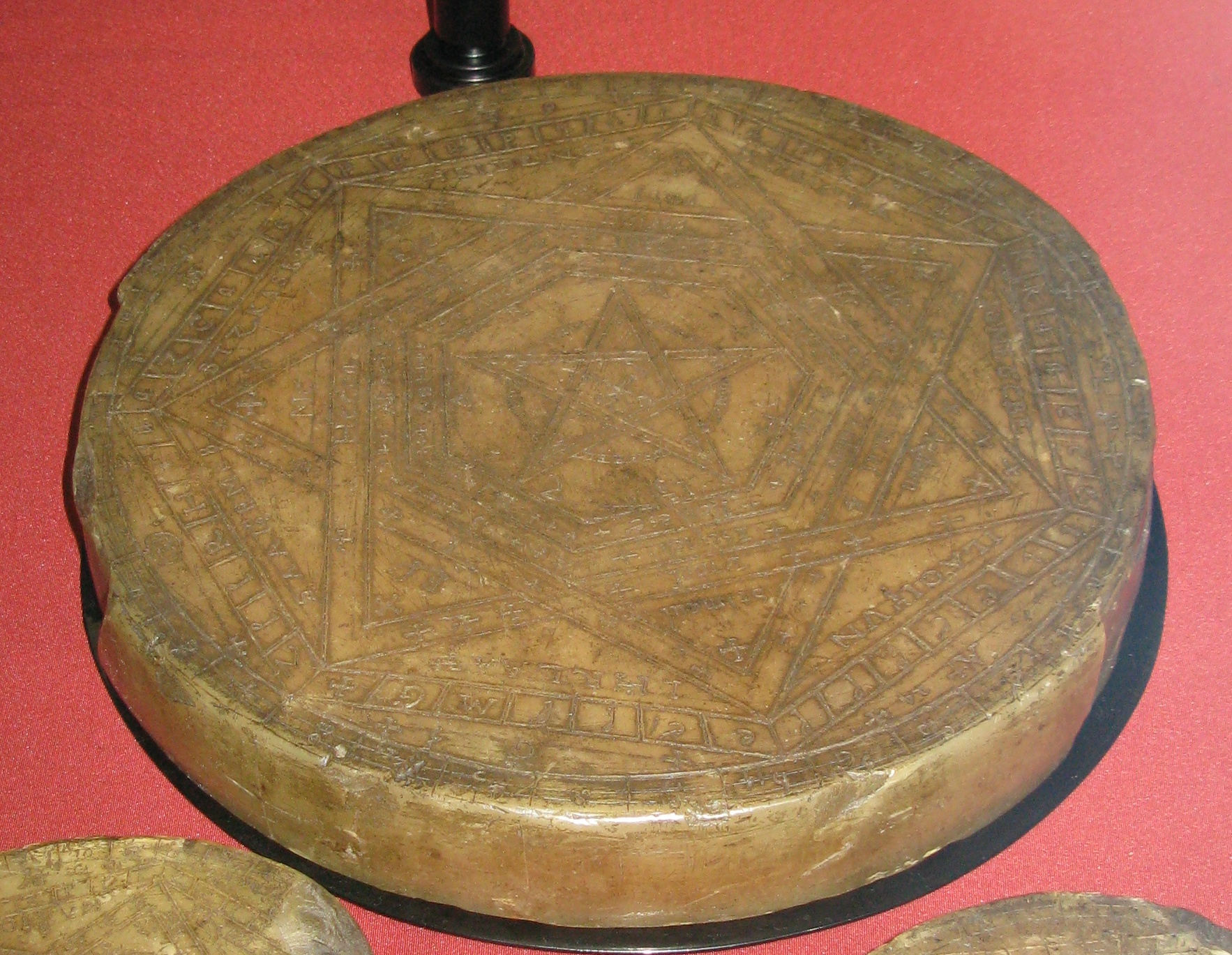
Un gran "Segell de Déu" de cera elaboradament decorat que s'utilitza per suportar la "pedra de mostra" de John Dee, la bola de cristall que s'utilitza per cridar.

Un dels manuscrits més antics que es conserven del Liber Juratus, que data de finals del segle XIV o principis del XV, és Sloane MS 313 de la col·lecció de Hans Sloane a la Biblioteca Britànica. Va ser en part propietat del matemàtic i experimentador màgic John Dee, en el Mysteriorum Libri Quinti del qual, o Cinc llibres d'exercicis místics (1581–1583), el Sigillum Dei va tenir un paper central i va obtenir el sufix Sigillum Dei: Emeth o Aemeth (" veritat").
Per a John Dee, que va rebre la descripció autoritzada del segell el 1582 a través del seu mitjà i empleat Edward Kelley, aquest interès acadèmic i antiquari va quedar subordinat en última instància al propòsit de l'aplicació pràctica. Això es pot contrastar amb Athanasius Kircher, que va dedicar una explicació detallada al Sigillum Dei en el seu Oedipus aegyptiacus, que va relacionar el rebuig de la pràctica màgica amb un esforç acadèmic per comprendre les parts cristiana, jueva, àrab-musulmana i pagana i separar-los.